# لاکهید مدل ۹ اوریون
لاکهید مدل ۹ اوریون (به انگلیسی: Lockheed Model 9 Orion) یک هواگرد ساختِ کارخانهٔ لاکهید کورپوریشن در کشور ایالات متحده آمریکا است . این هواگرد برای نخستین بار در ۱۹۳۱ میلادی مورد استفاده قرار گرفت.